# Thomas Stedman Whitwell

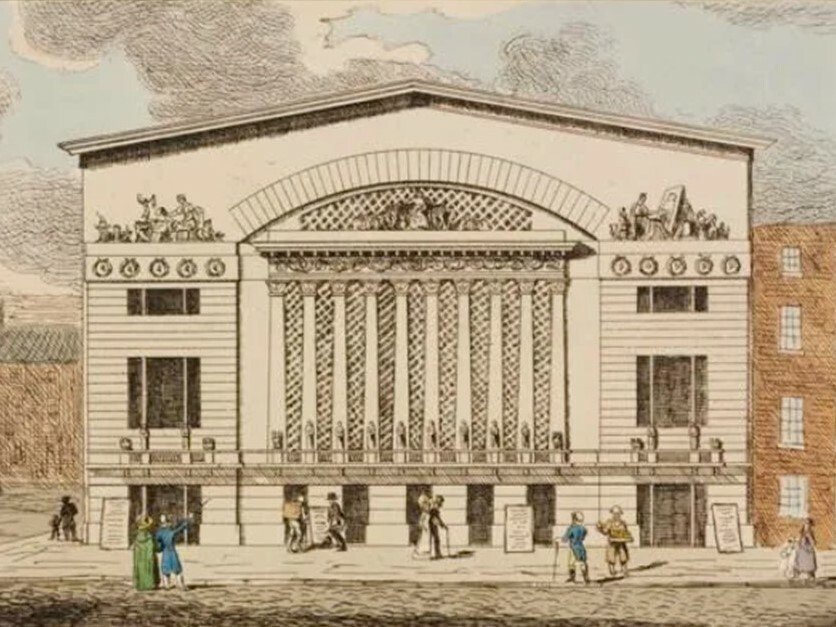
Brunswick Theatre i Whitechapel i London, 1828

Thomas Stedman Whitwell, född 1784 i Coventry i Storbritannien, död 1840, var en brittisk arkitekt och byggnadsingenjör. 
Thomas Stedman Whitwell var äldre bror till Catherine Vale Whitwell. Han flyttade till London i tidiga 20-årsåldern och ställde ut på Royal Academy of Arts 1806. År 1811 var han anställd på Londons hamns arkitektkontor. Efter några år i London återvände han till Coventry. Han praktiserade där som arkitekt 1816-1831, varvid han restaurerade två byggnader och ritade ytterligare nio nya hus, varav fyra var i Birmingham och tre i Coventry. Flertalet projekt avsåg offentliga byggnader. Hans karriär fick ett stort bakslag 1828, när taket i stål på den nyklassiska Royal Brunswick Theatre i Whitechapel i London kollapsade. Tre dagar efter det att byggnaden tagits i bruk rasade taket  under en repetition, varvid minst tio personer omkom. Orsaken verkar ha varit överbelastning av takkonstruktionen - avsett att vara brandsäker - innan väggarna var ordentligt uppsatta.
 Tre dagar efter färdigställandet rasade teaterns tak ned under en repetition, varvid minst tio personer omkom. Orsaken verkar ha varit överbelastning av järntaket - avsett att vara brandsäkert - innan väggarna var ordentligt uppsatta. Efter kollapsen av teaterbyggnaden fick han bara ett enda nytt uppdrag. 
Thomas Stedwell Whitwell planerade 1819 ett projekt för idealsamhället "Southville" i Leamington Spa i Warwickshire, ritningar för vilket ställdes ut på Royal Academy of Arts. År 1825 gjorde Whitwell också ett förslag till den planerade utopiska staden New Harmony i Indiana i USA, ett samhällsprojekt av Robert Owen.
År 1834 publicerade han en teknisk bok: "On Warming and Ventilating Houses and Buildings By Means of Large Volumes of Attempered Air". Han samlade också under flera år material till en bok med titeln "Architectural Absurdities", men denna kom inte att publiceras och manuskriptet har gått förlorat.